# Russell Square

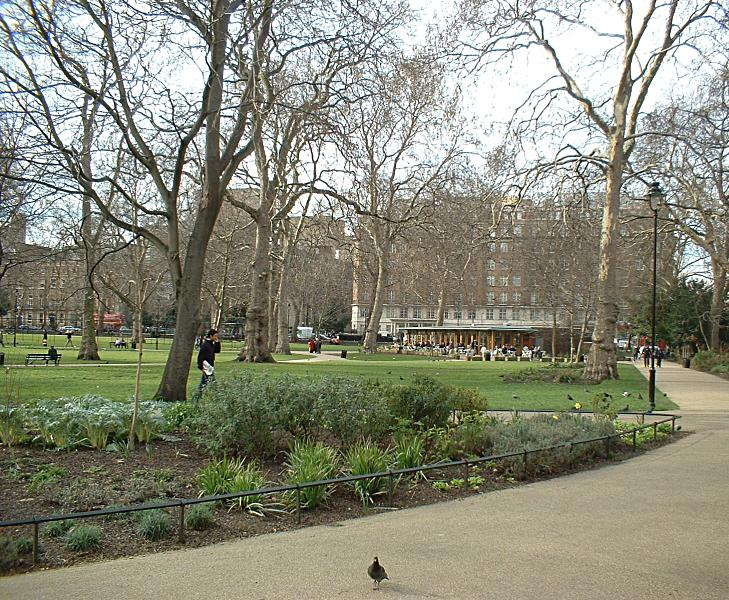
Russell Square.

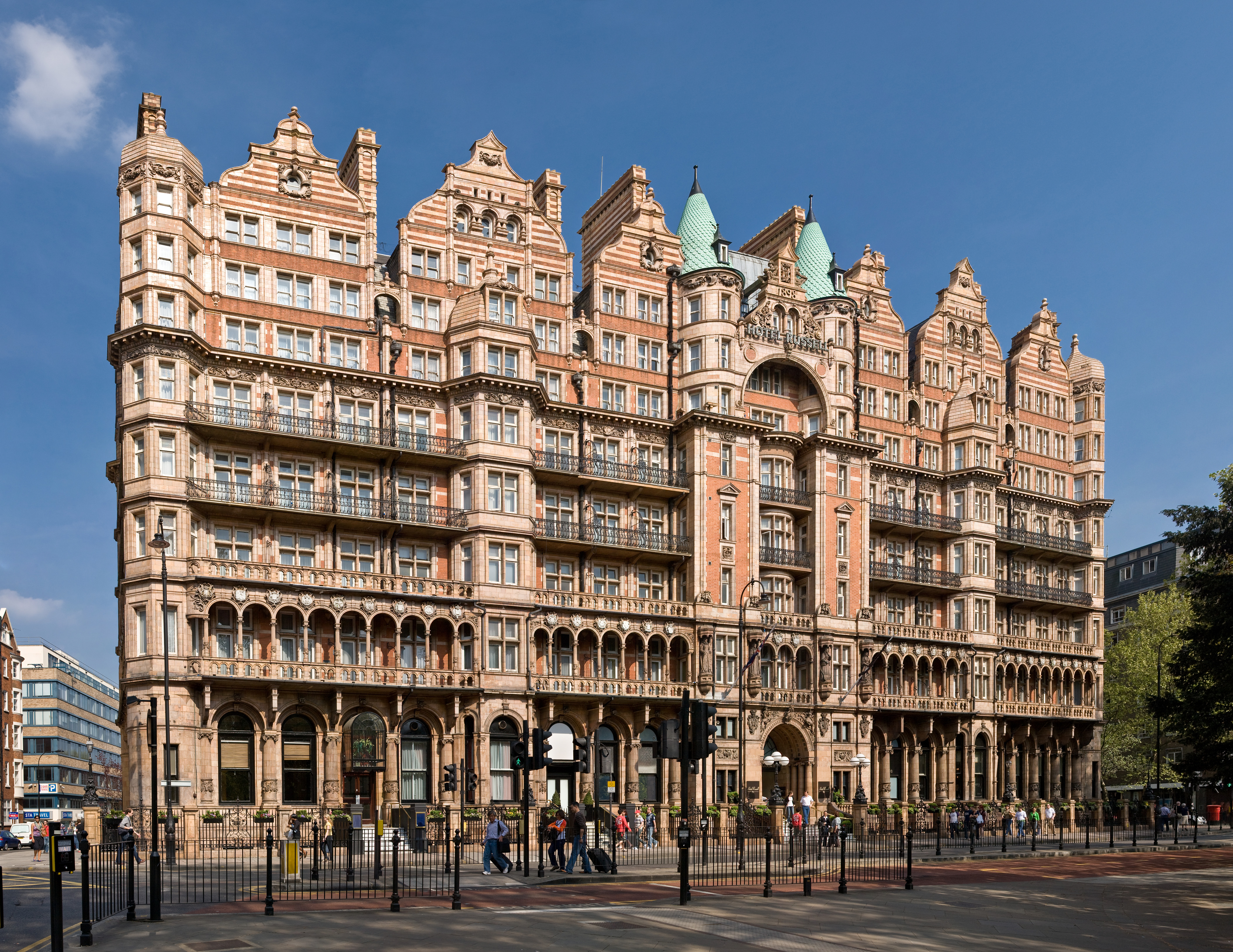
Hotel Russell, construido en 1898.

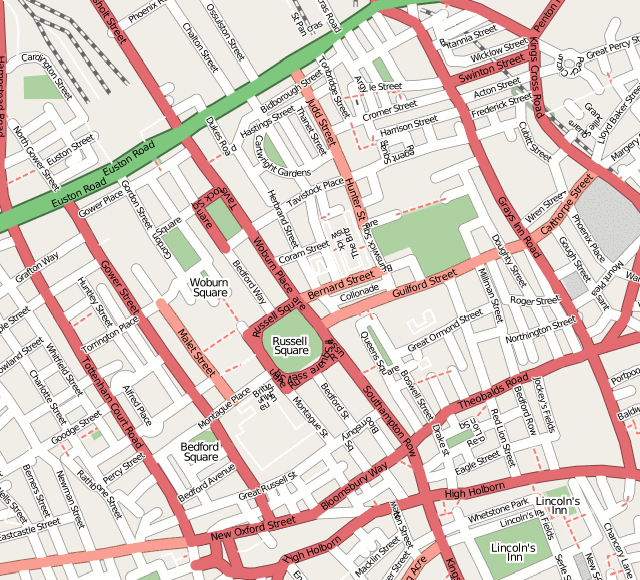
El distrito de Bloomsbury, con Russell Square en el centro.

Russell Square es una plaza y jardín público en Bloomsbury, Londres. El parque fue diseñado en 1800 por el arquitecto paisajista Humphry Repton (1752-1818), y el año siguiente se concedieron los primeros permisos para la construcción de los edificios alrededor de la plaza.
En sus inmediaciones se encuentran el British Museum, la University of London y el Great Ormond Street Hospital.

## Historia
Se construyó la plaza en los extensos terrenos que pertenecían a los Duques de Bedford, y que incluían también en su momento, a Covent Garden, Bedford Square y Tavistock Square, entre otros muchos en el centro de la ciudad.
La zona fue reurbanizada a comienzos de la década de 1960, pero en 2002 se restauró el parque siguiendo los planos originales de Repton.
Junto al jardín se encuentra una de las trece históricas casetas para cocheros todavía existentes en Londres.